# Tofta (Gotland)
Tofta ist ein Tätort auf der schwedischen Insel Gotland beziehungsweise in der Provinz Gotlands län, 15 km südlich von Visby. In dem Ort liegt die Kirche von Tofta.
Tofta ist auch namensgebend für das Kirchspiel (schwedisch socken) Tofta. Der Ort wurde 2015 erstmals als Tätort ausgewiesen und umfasst neben dem früheren Småort Tofta die beiden etwas südlich gelegenen Småorte Tofta Strand Norra und Tofta Strand Södra (entsprechend „Tofta Strand Nord“ und „Süd“).

## Einwohnerzahlen und Fläche
Tofta hatte 2015 627 Einwohner. Die Einwohnerzahlen und Flächen der früheren Småorte betrugen zum 31. Dezember 2010 entsprechend: Tofta 73 Einwohner und 30 ha, Tofta Strand Norra 126 Einwohner und 18 ha, Tofta Strand Södra  186 Einwohner und 1 km². Letzterer gehört zum Kirchspiel Eskelhem.
Das Kirchspiel Tofta hatte 643 Einwohner und 38,19 km², wovon 38,18 km² Landfläche sind.

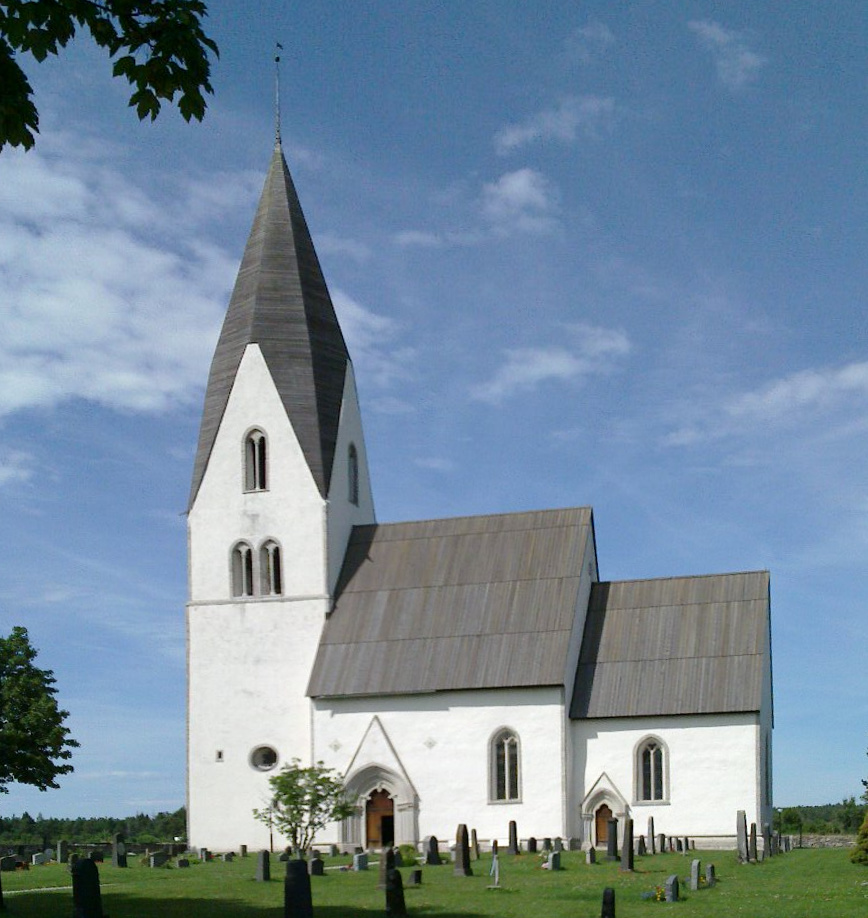
Kirche von Tofta
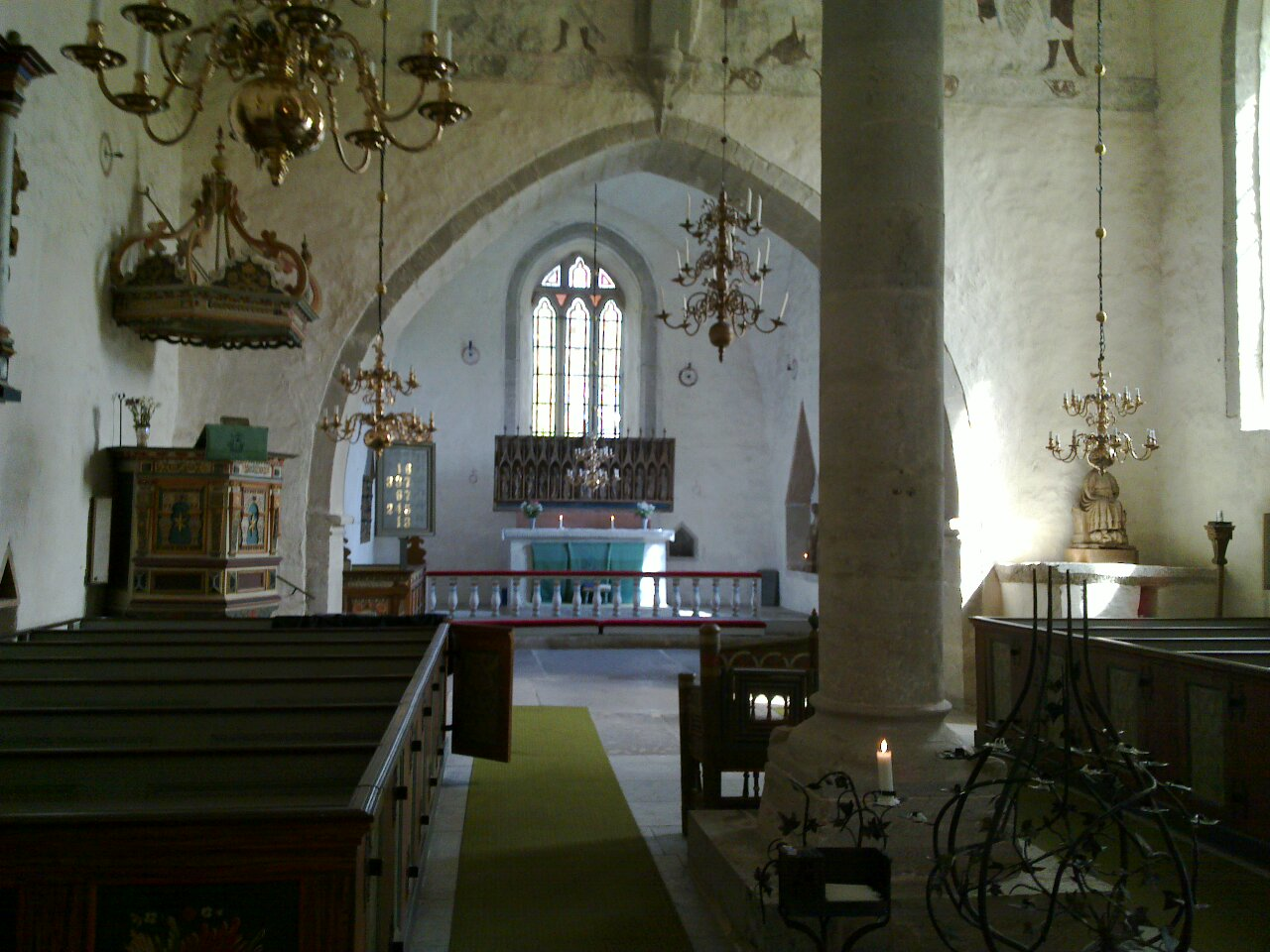
Kirche, innen
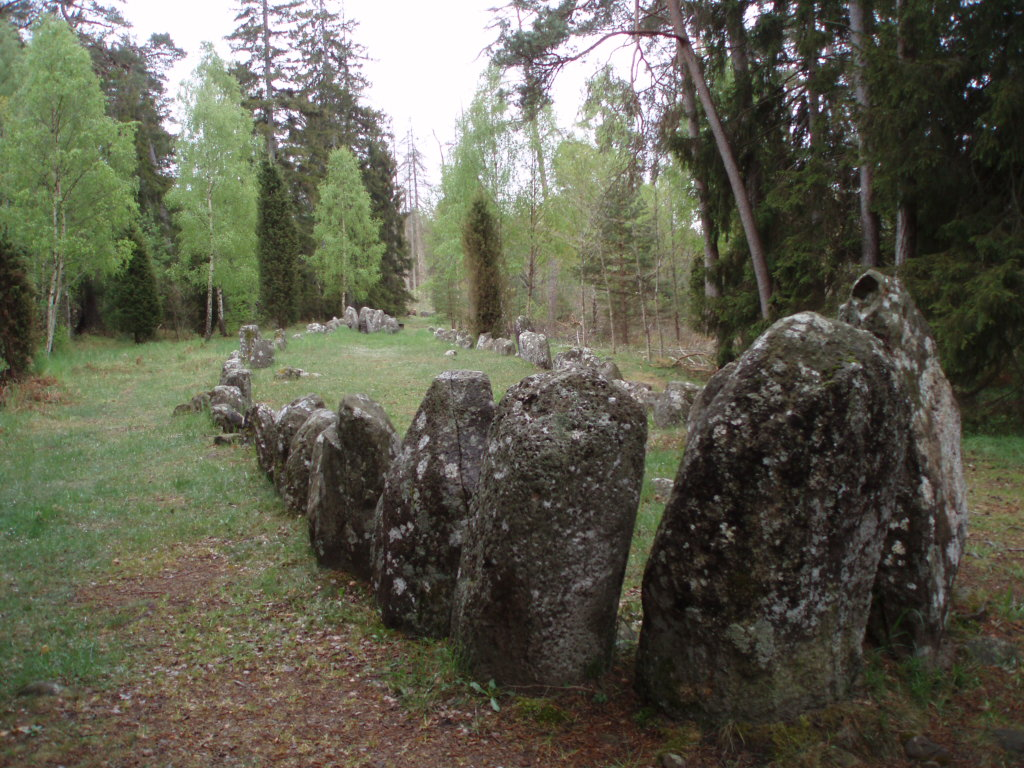
Schiffssetzungen bei Gnisvärd

## Geografie
Das Kirchspiel Tofta reicht bis zur Westküste Gotlands.  Es besteht im Osten aus Ackerland und aus Waldgebieten mit Steilküsten und einem großen Sandstrand im Westen. Es gibt einen großen Anteil von Ferienhäusern, vor allem in der Umgebung von Gnisvärd, Smågarde und Tofta strand, aber auch eine steigende Anzahl von Personen mit festem Wohnsitz, die sich oft beruflich in Visby betätigen.
In Tofta Strand Norra befand sich bis 2015 das Wikingermuseum Vikingabyn.

## Archäologische Fundplätze
Im Kirchspiel Tofta befinden sich mehrere Wohnplätze aus der Steinzeit. Aus der Bronzezeit gibt es mehrere Rösen und Schiffssetzungen, von denen die Schiffssetzungen bei Gnisvärd am bekanntesten sind. Aus der Eisenzeit gibt es 23 Grabfelder, Steinpfade (schwedisch stensträng), sliprännestenar, einen Bildstein und eine Wallburg (schwedisch fornborg).
Runenritzungen sind in der Nähe der Kirche vorhanden und bekannt.

## Name
Der Name Thophtu von 1304 enthält toft, was man vielleicht mit „Ruderbank“ (schwedisch „roddarbänk“) übersetzen könnte, aber diese Interpretation ist recht unsicher.